# 今井杏
今井杏（いまい あん）は、日本のイラストレーター。
大分県立芸術文化短期大学デザイン科を経て、フリーのイラストレーターとして活動。
メーカー雑貨へのイラストの提供や企業コラボレーションのほか、各地で個展やグループ展、イベントに参加している。
インタビューの中で「1.生活の一部となる事」「2.自分のペースを自覚する事」「3.出会いを大切にすること」を仕事の3か条として回答している。

## 作風
- 人や動物の動きを独自の感覚でとらえて表現しており、滑稽な生き物の絵を数多く描く。
- 素材は紙以外に、布・木・土など、表現できるものはなんでも作品にしている。

## 主なキャラクター
- くまいぬ
- いろいろ生き物（いか、うさぎ、ねこ、ねずみ、かめ、いぬ、とり、かえる、りす、女の子、男の子、おじさん、トムさん、その他）

## 主な作品

### 書籍
- 『へんてこ絵日記１巻』（2011年、AnneImaiWebShopより発売）
- 『へんてこ絵日記２巻』（2012年、AnneImaiWebShopより発売）

### 雑誌
- 『かわいいデザインおしゃれな年賀状2012』（2011年、アスキー・メディアワークス）
- 『ひとり暮らしをとことん楽しむ』（2011年、主婦と生活社）
- 『うさぎと暮らす』（2012年、マガジンランド）
- 『Japanese Healing Artworks』（2012年、dpi）
- 『Tokyo graffiti』（2012年、グラフィティマガジンズ）
- 『かわいいデザインおしゃれな年賀状2013』（2012年、アスキー・メディアワークス）
- 『かわいいデザインおしゃれな年賀状2014』（2013年、アスキー・メディアワークス）
- 『こだわりのブックカバーとしおりの本』（2014年、玄光社）

### メーカー雑貨

#### オリエンタルベリー
株式会社 オリエンタルベリーから今までに発売された主な雑貨。
- スケジュール手帳
- カレンダー
- ポチ袋
- シッカリ家計簿
- ブロックメモパッド
- ランチボックス
- ネオンマーキングシール

#### ツジセル
株式会社 ツジセルから今までに発売された主な雑貨。
- マグカップ
- メラミンカップ
- デジカメケース
- メガネケース

### 企業コラボレーション
- 「リボンマグネット」（2013年、M'sDS ）
- 「Tシャツ全３種」（2012年）
- 「アンダーウェア」（2011年、3RDWARE）
- 「STROLLBAG」（2011年、スーパーパワーズ）
- 「ボクサーパンツ」（2011年、グンゼ株式会社）
- 「ブックカバー」（2010年、スーパーパワーズ）
- 「iPhone 3GS & iPod nano」（2010年、スーパーパワーズ）
- 「victorinoxマルチツール」（2010年、美研インターナショナル）
- 「Pop Culture Sticker」（2010年、スーパーパワーズ）

### その他（2010年以降の活動）
- 「オフィシャルモバイルカスタム」（2013年、NOS）
- 「きせかえ×キセカエ」（2013年、インクルーズ）
- 「生き物が見るいろいろな光景」（2013年、PopCam）
- 「LINEスタンプ くまいぬといろいろ生き物」（2013年、LINE）
- 「大分合同新聞 納涼花火大会」（2013年、大分合同新聞）
- 「AnneImai CALENDAR 2013」（2012年、オフィシャル）
- 「ASKUL 年賀状2013」（2012年、ASKUL）
- 「Bleu Bleuet 26周年記念」（ポスター、2012年、Bleu Bleuet）
- 「ハチ公チャリティープロジェクト」（DMアートワーク、2012年、東京商工会議所渋谷支部）
- 「AnneImai CALENDAR 2012」（2011年、オフィシャル）
- 「AnneImai CALENDAR 2011」（2010年、オフィシャル）
- 「Flash Petit Maison 待受動画・着信動画配信」（携帯サイト、2007年〜2010年、Flash Petit Maison）
- 「空をすくうスプーン」kyoro the world（CD、2010年）
- 「三沢洋紀とゆふいんの森」三沢洋紀（CD、2009年）